# Sergej Berezin
Sergej Jevgenjevitj Berezin, ryska: Серге́й Евгеньевич Березин, född 5 november 1971 i Voskresensk, Moskva oblast, död 26 juni 2024 i Windermere, Florida, var en rysk professionell ishockeyforward som tillbringade sju säsonger i den nordamerikanska ishockeyligan National Hockey League (NHL), där han spelade för Toronto Maple Leafs, Phoenix Coyotes, Montreal Canadiens, Chicago Blackhawks och Washington Capitals. Han producerade 286 poäng (160 mål och 126 assists) samt drog på sig 54 utvisningsminuter på 502 grundspelsmatcher. Berezin spelade även för Chimik Voskresensk i sovjetiska mästerskapsserien och International Ice Hockey League (IHL); HK CSKA Moskva i Ryska superligan och Kölner Haie i Deutsche Eishockey Liga (DEL).
Han draftades av Toronto Maple Leafs i tionde rundan i 1994 års draft som 256:e spelare totalt.

## Statistik
| 1990–1991     | Chimik Voskresensk  | Sovjet        | 30  | 6   | 2   | 8   | 4  | —  | —  | —  | —  | —  |
| 1991–1992     | Chimik Voskresensk  | Sovjet        | 36  | 7   | 5   | 12  | 12 | 7  | 0  | 0  | 0  | 2  |
| 1992–1993     | Chimik Voskresensk  | IHL           | 38  | 9   | 3   | 12  | 12 | 2  | 1  | 0  | 1  | 0  |
| 1993–1994     | Chimik Voskresensk  | IHL           | 40  | 31  | 10  | 41  | 16 | 3  | 2  | 0  | 2  | 2  |
| 1994–1995     | Kölner Haie         | DEL           | 43  | 38  | 19  | 57  | 10 | 18 | 17 | 8  | 25 | 8  |
| 1995–1996     | Kölner Haie         | DEL           | 45  | 49  | 31  | 80  | 8  | 14 | 13 | 9  | 22 | 10 |
| 1996–1997     | Toronto Maple Leafs | NHL           | 73  | 25  | 16  | 41  | 2  | —  | —  | —  | —  | —  |
| 1997–1998     | Toronto Maple Leafs | NHL           | 68  | 16  | 15  | 31  | 10 | —  | —  | —  | —  | —  |
| 1998–1999     | Toronto Maple Leafs | NHL           | 76  | 37  | 22  | 59  | 12 | 17 | 6  | 6  | 12 | 4  |
| 1999–2000     | Toronto Maple Leafs | NHL           | 61  | 26  | 13  | 39  | 2  | 12 | 4  | 4  | 8  | 0  |
| 2000–2001     | Toronto Maple Leafs | NHL           | 79  | 22  | 28  | 50  | 8  | 11 | 2  | 5  | 7  | 2  |
| 2001–2002     | Phoenix Coyotes     | NHL           | 41  | 7   | 9   | 16  | 4  | —  | —  | —  | —  | —  |
|               | Montreal Canadiens  | NHL           | 29  | 4   | 6   | 10  | 4  | 6  | 1  | 1  | 2  | 0  |
| 2002–2003     | Chicago Blackhawks  | NHL           | 66  | 18  | 13  | 31  | 8  | —  | —  | —  | —  | —  |
|               | Washington Capitals | NHL           | 9   | 5   | 4   | 9   | 4  | 6  | 0  | 1  | 1  | 0  |
| 2003–2004     | HK CSKA Moskva      | RSL           | 16  | 1   | 3   | 4   | 14 | —  | —  | —  | —  | —  |
| NHL totalt    | NHL totalt          | NHL totalt    | 502 | 160 | 126 | 286 | 54 | 52 | 13 | 17 | 30 | 6  |
| Sovjet totalt | Sovjet totalt       | Sovjet totalt | 66  | 13  | 7   | 20  | 16 | 7  | 0  | 0  | 0  | 2  |
| IHL totalt    | IHL totalt          | IHL totalt    | 78  | 40  | 13  | 53  | 28 | 5  | 3  | 0  | 3  | 2  |
| DEL totalt    | DEL totalt          | DEL totalt    | 88  | 87  | 50  | 137 | 18 | 32 | 30 | 17 | 47 | 18 |

### Internationellt
| Källa:        | Källa:        | Källa:        |         | Utv = Utvisningsminuter | Utv = Utvisningsminuter | Utv = Utvisningsminuter | Utv = Utvisningsminuter | Utv = Utvisningsminuter |
| År            | Lag           | Mästerskap    | Matcher | Mål                     | Assists                 | Poäng                   | Utv                     |                         |
| ------------- | ------------- | ------------- | ------- | ----------------------- | ----------------------- | ----------------------- | ----------------------- | ----------------------- |
| 1991          | Sovjet        | JVM           | 7       | 3                       | 1                       | 4                       | 6                       |                         |
| 1994          | Ryssland      | OS            | 8       | 3                       | 2                       | 5                       | 2                       |                         |
| 1994          | Ryssland      | VM            | 6       | 2                       | 1                       | 3                       | 2                       |                         |
| 1995          | Ryssland      | VM            | 6       | 7                       | 1                       | 8                       | 4                       |                         |
| 1996          | Ryssland      | VM            | 8       | 4                       | 5                       | 9                       | 2                       |                         |
| 1996          | Ryssland      | WC            | 2       | 1                       | 0                       | 1                       | 0                       |                         |
| 1998          | Ryssland      | VM            | 6       | 6                       | 2                       | 8                       | 2                       |                         |
| Junior totalt | Junior totalt | Junior totalt | 7       | 3                       | 1                       | 4                       | 6                       |                         |
| Senior totalt | Senior totalt | Senior totalt | 36      | 23                      | 11                      | 34                      | 12                      |                         |